# جاكوب هيورث
جاكوب هيورث هو لاعب كرة قدم دنماركي، ولد في 19 سبتمبر 1994 في الدنمارك في مملكة الدنمارك. لعب مع نادي فينديياسيل ‏.